# Água-pé
Se procura a planta homónima, veja Aguapé.
Água-pé é uma bebida alcoólica tradicional de Portugal, com baixo teor de álcool, resultante da adição de água ao bagaço (pé ou engaço) de uva e aguardente. A bebida, a par da jeropiga, é em geral confecionada para consumo nos magustos e outras festividades tradicionais do período de Outono e Inverno, com maior uso nas regiões do Minho, Trás-os-Montes, Beira Interior, Beira Litoral, Ribatejo e Estremadura (especialmente na zona saloia).